# Sân bay quốc tế Riga
Sân bay quốc tế Riga (IATA: RIX, ICAO: EVRA) là một sân bay được xây năm 1973 thay thế cho Spilve. Sân bay này cách thủ đô Latvia Riga 13 km về phía tây nam. Đây là sân bay lớn nhất ở các nước Baltic, có kết nối với hơn 60 tuyến bay ở 30 quốc gia. Việc nâng cấp đã hoàn thành năm 2001. Sân bay thuộc một công ty cổ phần quốc doanh, tất cả cổ phần đều thuộc chính phủ Litva. Sân bay này là trung tâm hoạt động của các hãng hàng không airBaltic, SmartLynx Airlines, RAF-Avia, Vip Avia và Inversija.
Năm 2006, nhà ga mới phía bắc khai trương. Sân bay có 3 nhà ga: A & C dành cho không-Schengen, và B dành cho xuất phát của các hãng tham gia Schengen.
Chính phủ Litva dự kiến xây một nhà ga nữa với công suất 20 triệu lượt khách mỗi năm, phần đầu của dự án đã khởi động năm 2008.
Năm 2008, sân bay này đã phục vụ 3.690.549 lượt khách, tăng 17% so với năm 2007.

## Các hãng hàng không và tuyến bay

### Các hãng bay theo lịch trình

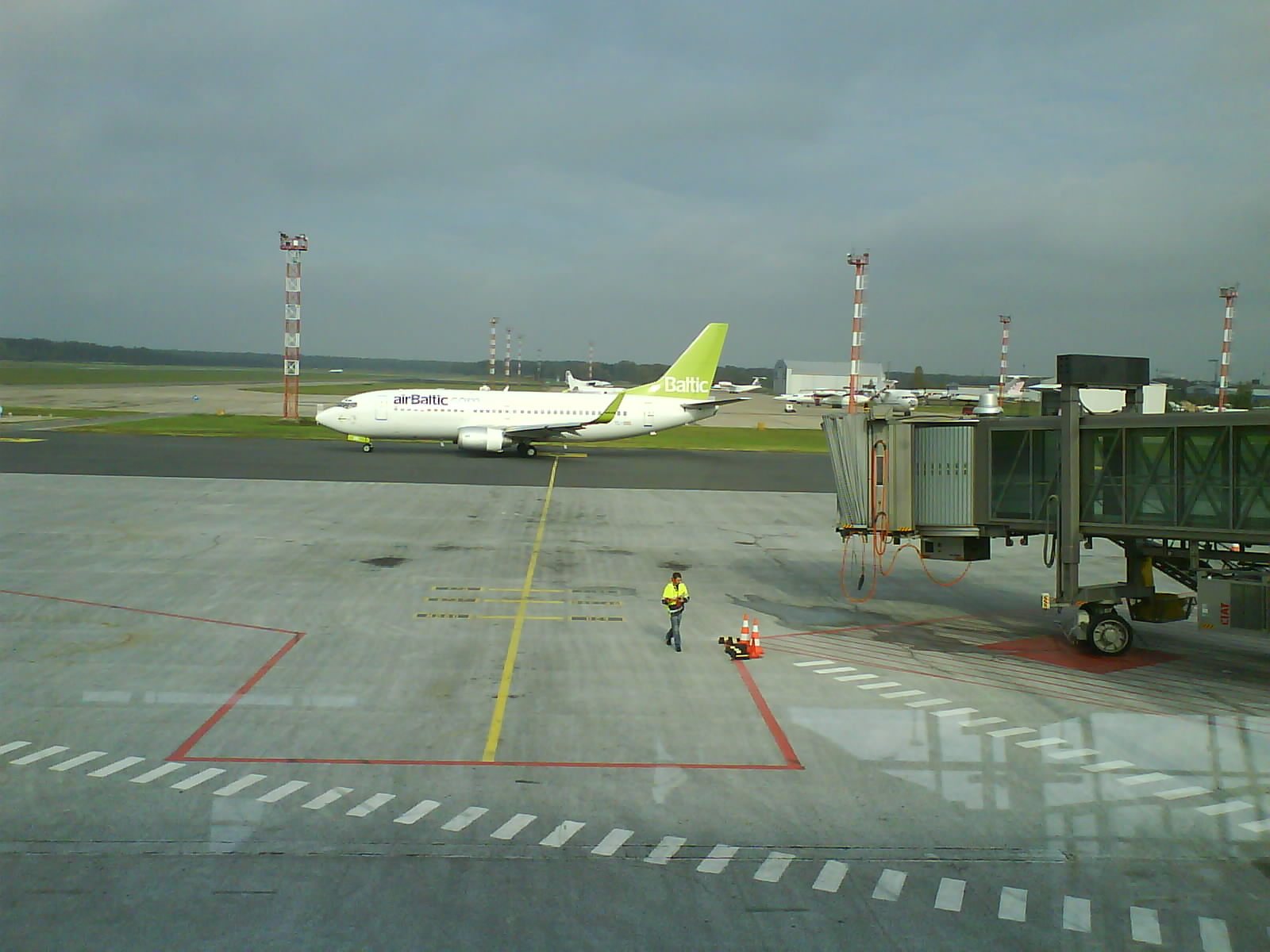
Máy bay airBaltic ở sân bay Riga

| Hãng hàng không                | Các điểm đến |
| ------------------------------ | --- |
| Aeroflot                       | Moscow-Sheremetyevo |
| airBaltic                      | Ålesund, Almaty, Amsterdam, Athens, Baku, Barcelona, Bergen, Berlin-Tegel, Billund, Brussels, Chisinau, Copenhagen, Dubai, Dublin, Düsseldorf, Dushanbe, Geneva, Gothenburg-Landvetter, Hamburg, Hannover, Helsinki, Hurghada [mùa đông], Istanbul-Atatürk, Kaliningrad, Kaunas, Kiev-Boryspil, Kuopio, Linköping, London-Gatwick, Milan-Malpensa, Minsk, Moscow-Sheremetyevo, Munich, Nice, Odessa, Oslo, Oulu, Palanga, Paris-Charles de Gaulle, Pskov [từ 1/9], Rome-Fiumicino, Sharm el-Sheikh [theo mùa], Simferopol, Stavanger, Stockholm-Arlanda, St.Petersburg, Tallinn, Tartu [từ 3 tháng 7], Tampere, Tashkent, Tbilisi, Tel Aviv, Tromsö, Turku [từ 9 tháng 7], Venice-Marco Polo, Vilnius, Vienna, Warsaw [từ 17 tháng 9], Yerevan, Zürich |
| Czech Airlines                 | Prague |
| Finnair                        | Helsinki |
| KLM operated by KLM cityhopper | Amsterdam [kết thúc ngày 29 tháng 6] |
| LOT Polish Airlines            | Warsaw |
| Lufthansa                      | Frankfurt |
| Norwegian Air Shuttle          | Oslo, Trondheim |
| Ryanair                        | Bremen, Bristol, Brussels-Charleroi, Dublin, East Midlands, Glasgow-Prestwick, Hahn, Liverpool, London-Stansted, Milan-Bergamo, Stockholm-Skavsta, Tampere, Weeze |
| Turkish Airlines               | Istanbul-Atatürk |
| Uzbekistan Airways             | New York-JFK, Tashkent |
| Turkmenistan Arilines          | Ashgabat, Toronto |

### Các hãng bay thuê bao
| Hãng hàng không    | Các điểm đến |
| ------------------ | --- |
| airBaltic          | Antalya, Bodrum, Burgas, Dalaman, Rhodes, Rijeka - summer season |
| SmartLynx Airlines | Antalya, Burgas, Catania, Corfu, Heraklion, Las Palmas, Larnaca, Monastir, Rhodes, Rijeka, Thessaloniki, Varna – mùa Hè Hurghada, Sharm el-Sheikh, Santa Cruz de Tenerife – mùa Đông |

### Các hãng vận tải hàng hóa
| Hãng hàng không | Các điểm đến |
| --------------- | ------------ |
| Avion Express   |              |
| Inversija       |              |
| RAF-Avia        |              |
| UPS             |              |
| DHL Express     |              |
| TNT NV          |              |